# 2024年パリオリンピックのサーフィン競技
2024年パリオリンピックのサーフィン競技（2024ねんパリオリンピックのサーフィンきょうぎ）は国際サーフィン連盟（ISA）が管轄し、2024年パリオリンピックにて実施された追加種目サーフィンである。
競技場はフランス本土から大きく離れたフランス領ポリネシア・タヒチ島南東部の半島の南東海岸、西タイアラプ連合村テアフポオ（Teahupo'o、「チョープー」ともいう）という村の沖合である。

## 施設
テアフポオ（チョープー）はサーファーの間では、世界屈指のサーフ・スポットとして知られている。2014年オリンピック計画当初はホテルなど大規模な施設も検討されたが、自然環境に配慮して開発は最小限に留めて、選手村も沖合に停泊するポリネシア諸島めぐりクルーズ船「アラヌイ5号」が使われた。

## 実施種目
サーフィンショートボード男女、計2種目を実施。

## 出場選手
2023年のワールドサーフリーグと2024年の世界選手権（ワールドサーフィンゲームズ）の成績上位者を中心に各大陸から参加する男女各24名がメダルを争う。1か国からは原則として最大で男女各2名が出場できる。なお、開催国フランスからは最低でも男女各1名の出場が保証されている。
出場選手の内訳
出場資格を得る男女各24名の条件の優先順位は3.→4.→5.→6.→2.→1.となる。原則として各国からは2名まで出場できるが、2.または6.の条件で出場枠を得た国は他の条件と合わせて3名まで出場できる。（ただし、同じ国が2.と6.の両方で出場枠を得ることはできない。仮に両方の条件で出場枠を得る条件を満たした場合は、6.が優先され2.の出場枠は次点の国に与えられる）なお、3.か4.の条件を満たした選手は2024年世界選手権に出場すると出場資格が与えられる。
1. 開催国枠（フランス）男女1名ずつ
  - もし、他の条件でフランスの選手が出場資格を得た場合は、開催国枠は2024年世界選手権からの出場枠（5.）に移される。
2. 2022年世界選手権　男女1名ずつ
  - 男女別で最も良い成績を収めた国にそれぞれ1名の出場枠が与えられる。
3. 2023年ワールドサーフリーグ　男子10名、女子8名
  - 個人成績上位の選手に出場資格が与えられる。
4. 大陸枠　男女5名ずつ
  - 大陸別で2023年世界選手権または2023年パンアメリカン競技大会で最も良い成績を収めた選手に出場資格が与えられる。
5. 2024年世界選手権①　男子5名、女子7名（個人成績上位の選手に出場資格が与えられる。）
6. 2024年世界選手権②　男女1名ずつ（男女別で最もよい成績を収めた国にそれぞれ1名の出場枠が与えられる。）

以上の結果、出場選手は次のように決まった。
| 資格条件                 | 男子 | 女子 |
| ------------------------ | --- | --- |
| 2023ワールドサーフリーグ | - en:Filipe_Toledo (ブラジル) - en:Ethan_Ewing (オーストラリア) - en:Griffin_Colapinto (アメリカ) - en:João_Chianca (ブラジル) - en:Jack_Robinson (オーストラリア) - ジョン・ジョン・フローレンス (アメリカ) - en:Leonardo_Fioravanti (イタリア) - 五十嵐カノア (日本) - en:Jordy_Smith (南アフリカ) - en:Matthew_McGillivray (南アフリカ) | - en:Caroline_Marks (アメリカ) - en:Carissa_Moore (アメリカ) - en:Tyler_Wright (オーストラリア) - en:Molly_Picklum (オーストラリア) - en:Tatiana_Weston-Webb (ブラジル) - en:Johanne_Defay (フランス) - en:Brisa_Hennessy (コスタリカ) - en:Teresa_Bonvalot (ポルトガル) |
| 大陸枠                   | - アジア： 稲葉玲王 (日本) - アフリカ返上分： en:Alan_Clerand (メキシコ) - ヨーロッパ： en:Kauli Vaast (フランス) - オセアニア： en:Billy Stairmand (ニュージーランド) - アメリカ大陸： en:Lucca Mesinas (ペルー) | - アジア： 松田詩野 (日本) - アフリカ： en:Sarah Baum (南アフリカ) - ヨーロッパ： en:Vahiné Fierro (フランス) - オセアニア： en:Saffi Vette (ニュージーランド) - アメリカ大陸： en:Sanoa Dempfle-Olin (カナダ)                                                           |
| 2024年世界選手権①        | - en:Ramzi Boukhiam (モロッコ) - en:Joan Duru (フランス) - en:Alonso Correa (ペルー) - en:Andy Criere (スペイン) - en:Rio Waida (インドネシア) - en:Tim Elter (ドイツ) | - en:Nadia Erostarbe (スペイン) - en:Sol Aguirre (ペルー) - en:Anat Lelior (イスラエル) - en:Tainá Hinckel (ブラジル) - en:Yolanda Sequeira (ポルトガル) - en:Camilla Kemp (ドイツ) - en:Janire Gonzalez-Etxaba (スペイン) - en:Yang Siqi (中国)                         |
| 2024年世界選手権②        | - ガブリエウ・メジーナ (ブラジル) | - en:Luana Silva (ブラジル) |
| 2022年世界選手権         | - オレアリー・コナー (日本) | - en:Caitlin Simmers (アメリカ) |
| 開催国                   | 【返上】 | 【返上】 |
| 招待                     | - en:Bryan Pérez (エルサルバドル) | - en:Candelaria Resano (ニカラグア) |

- オーストラリア (4)
- ブラジル (6)
- カナダ (1)
- 中国 (1)
- コスタリカ (1)
- エルサルバドル (1)
- フランス (4)
- ドイツ (2)
- インドネシア (1)
- イスラエル (1)
- イタリア (1)
- 日本 (4)
- メキシコ (1)
- モロッコ (1)
- ニュージーランド (2)
- ニカラグア (1)
- ペルー (3)
- ポルトガル (2)
- 南アフリカ (3)
- スペイン (3)
- アメリカ合衆国 (5)

## 競技日程
競技開始時間であるタヒチ時間（UTC-10）午前7時は、パリの位置する中央ヨーロッパ夏時間（UTC+2）では同日午後7時となる。
競技は7月27日から8月4日の間の5日間を予定していたが、コンディション不良により女子3回戦が延期された上、男女準決勝以降も再び延期された結果、8月5日まで競技が行われた。
| 種目 ＼ 日付       | 7/27 | 7/28 | 7/29 | 7/30 | 7/31 | 8/1 | 8/2 | 8/3  | 8/4  | 8/5 | 8/5 |
| ------------------ | ---- | ---- | ---- | ---- | ---- | --- | --- | ---- | ---- | --- | --- |
| ショートボート男子 | R1   | R2   | R3   | 延期 | 延期 | ¼   |     | 延期 | 延期 | ½   | F   |
| ショートボート女子 | R1   | R2   |      | 延期 | 延期 | R3  | ¼   | 延期 | 延期 | ½   | F   |

## 大会形式
1試合の長さは25～40分。技の種類や組み合わせ、難易度、オリジナリティ、スピードなどの要素で5名のジャッジが10点満点で採点し、最高点と最低点を除いた3名の平均点が選手の得点となる。1試合で10本前後の波に乗って、そのうち点数が高かった2本の合計点で争う。
1回戦は3名ずつ8組に分かれて競技を行い、各組上位1名（計8名）は3回戦に進出し、下位2名は2回戦（敗者復活戦）に出場する。2回戦は2名ずつ8組が競技を行い勝者1名（計8名）は3回戦に進出する。3回戦以降は16名の選手によるトーナメント形式で競われる。

## メダリスト
| 種目               | 金                                          | 銀                                          | 銅                                  |
| ------------------ | ------------------------------------------- | ------------------------------------------- | ----------------------------------- |
| ショートボード男子 | カウリ・ヴァースト フランス (FRA)           | ジャック・ロビンソン オーストラリア (AUS)   | ガブリエウ・メジーナ ブラジル (BRA) |
| ショートボード女子 | キャロライン・マークス アメリカ合衆国 (USA) | タチアナ・ウェストン＝ウェブ ブラジル (BRA) | ジョアンヌ・デファイ フランス (FRA) |